# Pia Schmid
Pia Schmid (* 22. März 1995 in Stuttgart) ist eine deutsche Fußballerin, die für den VfL Sindelfingen in der Bundesliga spielt.

## Karriere
Schmid startete ihre Karriere bei der SpVgg Holzgerlingen. Am vorletzten Tag der Transferperiode 2004, dem 30. August 2004, wechselte sie in die C-Jugend  des VfL Sindelfingen. Am 23. Februar 2014 feierte die 18-Jährige ihr Frauen-Bundesliga-Debüt für den VfL Sindelfingen gegen den MSV Duisburg. Bereits in der Saison 2011/2012 kam die damals 16-Jährige zu Senioreinsätzen, für die damals in der 2. Bundesliga Süd spielende erste Mannschaft.

## Sonstiges
Schmid besuchte bis 2011 die Waldorfschule Böblingen und anschließend die Johann-Friedrich-von-Cotta-Schule in Stuttgart.